# Federación Internacional de Astronáutica
La Federación Internacional de Astronáutica es una organización a nivel mundial que nuclea las actividades espaciales. Tiene sede en París.

## Historia
La Federación Internacional de Astronáutica fue fundada el 4 de septiembre de 1951 en Londres como una asociación no gubernamental. El primer presidente de la institución fue el ingeniero aeronáutico Eugen Sänger. Los siguientes países participaron de la fundación:
- Argentina: Sociedad Argentina
- Austria: Interplanetaria Osterreichische GfW
- Francia: Groupement Astronautique Français
- Alemania: GfW Stuttgart, GfW Hamburg
- Italia: Associazione Italiana Razzi
- España: Asociación Española de Astronáutica
- Suecia: Svenska Interplanetaria Selskap
- Suiza: Schweizerische Astronautische
- Reino Unido: British Interplanetary Society
- Estados Unidos: American Rocket Society, Pacific Rocket Society, Rocket Society Research

### Presidentes
- 1951-1953 Eugen Sänger, Alemania Occidental
- 1953-1956 Frederick Durant III, USA
- 1956-1957 Leslie Shepherd, Reino Unido
- 1957-1959 Andrew Haley, USA
- 1959-1961 Leonid Sedov, URSS
- 1961-1962 Joseph Pérès, Francia
- 1962-1964 Edmond Brun, Francia
- 1964-1966 William Pickering, USA
- 1966-1968 Luigi Gerardo Napolitano, Italia
- 1968-1970 Elie Carafoli, Rumania
- 1970-1972 André Jaumotte, Bélgica
- 1972-1974 Luigi Gerardo Napolitano, Italia
- 1974-1976 Léonard Jaffe, USA
- 1976-1978 Marcel Barrère, Francia
- 1978-1980 Roy Gibson, Reino Unido
- 1980-1982 Lubos Perek, Checoslovaquia
- 1982-1984 Roger Chevalier, Francia
- 1984-1986 Jerry Grey, USA
- 1986-1988 Johannes Ortner, Austria
- 1988-1990 George Van Reeth, Bélgica
- 1990-1994 Álvaro Azcarraga, España
- 1994-1998 Karl Doetsch, Canadá
- 1998-2000 Tomifumi Godai, Japón
- 2000-2004 Marcio Barbosa, Brasil
- 2004-2008 James Zimmerman, USA
- 2008-2012 Berndt Feuerbacher, Alemania
- 2012-2016 Kiyoshi Higuchi, Japón
- 2016- Jean-Yves Le Gall, Francia[2]

## Congreso Internacional de Astronáutica
Todos los años, cuando se realiza el Congreso Internacional de Astronáutica, se entregan tres premios: Premio en memoria de Allan D. Emil, la Medalla Astronáutica Franck J. Malina y el Premio Luigi G. Napolitano.